# 에버그린 마린
장영해운(중국어 간체자: 长荣海运, 정체자: 長榮海運, 병음: Chángróng Hǎiyùn, 백화자: Tióng-êng Hái-ūn) 또는 영어명 에버그린 머린(영어: Evergreen Marine)은 타이완의 운송 회사 및 해운 회사이다. 에버그린 그룹에 속한다.

## 같이 보기
- 대만의 기업 목록
- 에바 항공
- 대만의 교통
- 2021년 수에즈 운하 마비 사고